# Madeleine Potter
Madeleine Daly Potter (Washington D. C., 1 de septiembre de 1958) es una actriz estadounidense de cine, teatro y televisión.

## Carrera
Potter interpretó papeles en cerca de viente películas y series de televisión, incluyendo cuatro producciones dirigidas por James Ivory. También registró apariciones en obras  de teatro en los Estados Unidos y en el Reino Unido. Hizo su debut en el teatro neoyorquino con Loves Labor's Lost en el Shakespeare Center en 1981.

## Filmografía destacada

### Cine
- The Bostonians (1984) - Verena Tarrant
- Hello Again (1987) - Felicity Glick
- The Suicide Club (1988) - Nancy
- Bloodhounds of Broadway (1989) - Mary
- Slaves of New York (1989) - Daria
- Two Evil Eyes (1990) - Annabel
- Leapin' Leprechauns! (1995) - Morgan de la Fey
- Spellbreaker: Secret of the Leprechauns (1996) - Morgan de la Fey
- The Golden Bowl (2000) - Lady Castledean
- Refuge (2002) - Sylvia Oakes
- The White Countess (2005) - Greshenka
- Red Lights (2012) - Sarah Sidgwick

### Televisión
- State of Play - Tate
- Midsomer Murders (2006) - Celia Patchett
- Holby City (2013) - Sharon Kozinsky